# Cook Islands Round Cup 2025
La Round Cup 2025 è la 52ª edizione della massima serie del campionato di calcio delle Isole Cook. Il campionato è iniziato il 12 luglio 2025 e si concluderà nel settembre 2025. La squadra campione in carica è il Tupapa.

## Stagione

### Novità
Non essendo presente un meccanismo con la Second Division, il campionato non ha previsto retrocessioni rispetto alla stagione precedente.

### Formula
Le 6 squadre partecipanti giocano un girone all'italiana con partite di andata e ritorno, per un totale di 10 giornate. Al termine della stagione la squadra prima classificata è campione delle Isole Cook e ottiene la qualificazione per la OFC Champions League 202. Non sono previste retrocessioni.

## Squadre partecipanti
| Club            | Città      | Stagione precedente       |
| --------------- | ---------- | ------------------------- |
| Avatiu          | Avarua     | 4° in Round Cup           |
| Matavera        | Matavera   | 2° in Round Cup           |
| Nikao Sokattack | Avarua     | 5° in Round Cup           |
| Puaikura        | Arorangi   | 3° in Round Cup           |
| Titikaveka      | Titikaveka | 6° in Round Cup           |
| Tupapa          | Avarua     | Campione delle Isole Cook |

## Classifica
|                       | Pos. | Squadra         | Pt | G | V | N | P | GF | GS | DR |
| --------------------- | ---- | --------------- | -- | - | - | - | - | -- | -- | -- |
| Isole Cook (bandiera) | 1.   | Tupapa          | 0  | 0 | 0 | 0 | 0 | 0  | 0  | 0  |
|                       | 2.   | Matavera        | 0  | 0 | 0 | 0 | 0 | 0  | 0  | 0  |
|                       | 3.   | Puaikura        | 0  | 0 | 0 | 0 | 0 | 0  | 0  | 0  |
|                       | 4.   | Avatiu          | 0  | 0 | 0 | 0 | 0 | 0  | 0  | 0  |
|                       | 5.   | Nikao Sokattack | 0  | 0 | 0 | 0 | 0 | 0  | 0  | 0  |
|                       | 6.   | Titikaveka      | 0  | 0 | 0 | 0 | 0 | 0  | 0  | 0  |

Legenda:
      Campione delle Isole Cook e ammessa alla OFC Champions League 2026.